# Chamaebatia
Chamaebatia és un gènere de plantes rosàcies que es troben entre les poques no lleguminoses que fan la fixació del nitrogen (plantes les quals són conegudes com a actinorizes).
Són un endemisme de Califòrnia.

## Espècies
- Chamaebatia australis
- Chamaebatia foliolosa